# Shercock
Shercock (en irlandais : Searcóg) est un village et une paroisse civile de la république d’Irlande localisé à l'est du Comté de Cavan.

## Géographie
Shercock est situé à l'intersection des routes régionales R162 et R178. La localité est située sur les rives de trois lacs : Lough Sillan, Steepleton's Lake et Muddy Lake. Lough Sillan est le plus grand des trois, avec une superficie d’environ 162 hectares.

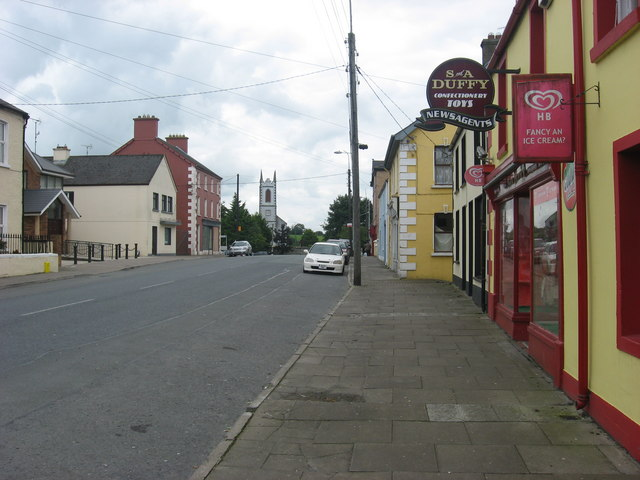
Shercock.

Shercock se trouve juste à la frontière entre les comtés de Cavan et Monaghan.
La région est connue sous le nom de « pays des drumlins » en raison du paysage de petites collines et de lacs formés à la fin de la dernière période glaciaire.
Lough Sillan, à la périphérie de la ville, est un lac de pêche réputé. Le lac Annaghieran est situé à 1,6 km de la ville. Il est surtout peuplé de gardons et de brèmes.

## Démographie
La population de la localité est de 1 032 habitants au recensement de 2006. Au recensement de 2016, la population agglomérée se monte à 588 habitants.